# Élections générales albertaines de 1993
L'élection générale albertaine de 1993 se déroule le 15 juin 1993 afin d'élire les députés de l'Assemblée législative de l'Alberta. Il s'agit de la 23e élection générale en Alberta depuis la création de cette province canadienne en 1905. Le Parti progressiste-conservateur est réélu à un 7e mandat majoritaire consécutif.

## Contexte
Après la démission de Don Getty en tant que chef du parti et premier ministre de la province, le Parti progressiste-conservateur élit Ralph Klein, ancien maire de Calgary, pour lui succéder. La réaction initiale des électeurs est modeste : le parti augmente sa part du vote populaire de façon presque insignifiante, et perd huit sièges à l'Assemblée législative. Néanmoins, le parti continue à détenir une majorité importante à l'Assemblée.
Le Parti libéral de Laurence Decore tire profit de la stagnation du vote progressiste-conservateur et de l'effondrement du vote du Nouveau Parti démocratique, qui tombe de 26 % lors de l'élection précédente à seulement 11 %. L'opposition au gouvernement conservateur se rallie à Decore et les libéraux, qui parviennent à obtenir près de 40 % du vote populaire et gagnent 32 sièges à l'Assemblée législative, formant le plus grand caucus d'opposition dans l'histoire de l'Alberta (en 1917, la majorité gouvernementale était plus petite, mais il y avait beaucoup moins de sièges à l'Assemblée).
Le Nouveau Parti démocratique de Ray Martin est complètement décimé ; les néo-démocrates sont exclus de l'Assemblée législative pour la première fois depuis 1967.

## Résultats
| Parti                      | Parti                      | Chef               | # de candidats | Sièges | Sièges | Sièges  | Voix    | Voix    | Voix     |
| Parti                      | Parti                      | Chef               | # de candidats | 1989   | Élus   | % Diff. | #       | %       | % Diff.  |
| -------------------------- | -------------------------- | ------------------ | -------------- | ------ | ------ | ------- | ------- | ------- | -------- |
|                            | Progressiste-conservateur  | Ralph Klein        | 83             | 59     | 51     | -13,6 % | 439 981 | 44,49 % | +0,20 %  |
|                            | Libéral                    | Laurence Decore    | 83             | 8      | 32     | +300 %  | 392 899 | 39,73 % | +11,05 % |
|                            | Nouveau Parti démocratique | Ray Martin         | 83             | 16     | -      | -100 %  | 108 883 | 11,01 % | -15,28 % |
|                            | Crédit social              | Randy Thorsteinson | 39             | -      | -      | -       | 23 885  | 2,41 %  | +1,94 %  |
|                            | Indépendant                | Indépendant        | 21             | -      | -      | -       | 9 214   | 0,93 %  | +0,67 %  |
|                            | Loi naturelle              | Maury Shapka       | 45             | *      | -      | *       | 5 017   | 0,51 %  | *        |
|                            | Confederation of Regions   |                    | 12             | *      | -      | *       | 3 556   | 0,36 %  | *        |
|                            | Alberta Political Alliance |                    | 4              | *      | -      | *       | 3 548   | 0,36 %  | *        |
|                            | Vert                       | Betty Paschen      | 11             | *      | -      | *       | 1 995   | 0,20 %  | *        |
|                            | Communiste                 | Naomi Rankin       | 1              | -      | -      | -       | 47      | x       | -0,01 %  |
| Total                      | Total                      | Total              | 382            | 83     | 83     | -       | 989 025 | 100 %   |          |
| Source : Elections Alberta |                            |                    |                |        |        |         |         |         |          |

Notes :
* N'a pas présenté de candidats lors de l'élection précédente
x - moins de 0,005 % du vote populaire

## Source
- (en) Cet article est partiellement ou en totalité issu de l’article de Wikipédia en anglais intitulé « Alberta general election, 1993 » (voir la liste des auteurs).